# Aleksiej Czułkow
Aleksiej Pietrowicz Czułkow (ros. Алексей Петрович Чулков, ur. 17 kwietnia?/30 kwietnia 1908 we wsi Juchmaczi w rejonie alkiejewskim w Tatarstanie (według innych danych w Karabanowie w obwodzie włodzimierskim), zm. 7 listopada 1942 w rejonie Kaługi) był radzieckim lotnikiem wojskowym w stopniu majora, uhonorowanym pośmiertnie tytułem Bohatera Związku Radzieckiego (1942).

## Życiorys
Urodził się w rosyjskiej rodzinie robotniczej. Skończył rabfak (fakultet robotniczy) i jeden semestr Moskiewskiego Instytutu Pedagogicznego, pracował w Moskwie, od 1931 należał do WKP(b). W 1933 został powołany do Armii Czerwonej, w 1934 ukończył wojskową szkołę lotniczą w Ługańsku, 1939–1940 brał udział w wojnie z Finlandią, bombardując umocnienia na linii Mannerheima. Od czerwca 1941 uczestniczył w wojnie z Niemcami, w składzie 751 pułku lotniczego biorąc udział w bombardowaniu obiektów na głębokich tyłach wroga w Berlinie (dwukrotnie), Budapeszcie, Gdańsku, Królewcu i Warszawie (dwukrotnie). Jako zastępca dowódcy eskadry 751 lotniczego pułku dalekiego zasięgu 17 Dywizji Lotnictwa Dalekiego Zasięgu ds. politycznych w stopniu majora do listopada 1942 wykonał 114 lotów bojowych. Podczas powrotu z zadania bojowego w rejonie Kaługi został trafiony ogniem artyleryjskim i wraz z samolotem spadł. Został pochowany w Kałudze. Jego imieniem nazwano ulicę w Karabanowie.

## Odznaczenia
- Złota Gwiazda Bohatera Związku Radzieckiego (pośmiertnie, 31 grudnia 1942)[1]
- Order Lenina (dwukrotnie, pierwszy raz 27 marca 1942)
- Order Czerwonego Sztandaru (dwukrotnie)